# Фразер, Георг (архитектор)
Бернхард Георг Олоф Фразер (швед. Bernhard Olof Georg Fraser, в некоторых источниках Фрейзер; 3 июня 1886, Туусула — 12 декабря 1952, Хельсинки) — финский архитектор и педагог.
Сын Георга Фразера, военного и общественного деятеля; предок Фразеров в XVII веке переселился в Швецию из Шотландии.
В 1901 году окончил Шведскую школу совместного обучения в Выборге и поступил в Хельсинкское политехническое училище, получив в 1905 году диплом архитектора. После его окончания работал в строительном управлении Выборгской губернии. С 1921 года занимался частной практикой. Параллельно работал преподавателем (позднее ректором) в Выборгском промышленном училище (до 1944 года), затем в Хельсинкском технологическом институте.

## Работы в Выборге
- Оформление кинотеатров в 1909, 1910, 1916 и 1917 году
- Финское новое совместное училище (совместно с Алланом Шульманом), 1912
- Жилой дом на Kirkkosaarenkatu 6 (совр. — часть здания авиационного училища на ул. Путейской)[2], 1914
- Портовый склад в Северной гавани (акватория Большого Ковша), 1914 (не сохранился)